# Christian d'Orgeix
 (février 2013).
Si vous disposez d'ouvrages ou d'articles de référence ou si vous connaissez des sites web de qualité traitant du thème abordé ici, merci de compléter l'article en donnant les références utiles à sa vérifiabilité et en les liant à la section « Notes et références ».
Christian de Thonel d'Orgeix, né le 18 décembre 1927 à Toulouse, et mort le 5 mai 2019 à Nîmes, est un peintre français proche du surréalisme.

## Biographie
Christian d'Orgeix est issu d'une famille de la noblesse de l'Ariège (les Thonel d'Orgeix), Orgeix étant une petite commune voisine d'Ax-les-Thermes.
D'abord proche du post-cubisme, il s'inspire d'Albert Gleizes. Monté à Paris à la fin des années 1940, il y travaille avec Hans Bellmer et l'assiste dans la création de sa seconde Poupée (1949). Cette rencontre sera décisive car elle permet à Christian d'Orgeix de fréquenter les surréalistes à Paris. Il côtoie également Anna de Noailles et Henri-Pierre Roché.
Exposé en Allemagne avant de l'être en France (dès 1955) il découvre à Berlin la peinture de Friedrich Schröder Sonnenstern et de Richard Oelze. Plus tard, il se lie d'amitié avec Wols, Sam Francis et devient le mentor de Konrad Klapheck. Il était également proche de Roberto Matta et de Simon Hantaï, son ancien camarade de chambre. Dans le contexte d'après-guerre, d'Orgeix ne choisit ni vraiment l'appartenance au surréalisme ni vraiment l'engagement auprès des artistes de l'informel. Ce non-choix laissera la peinture de Christian d'Orgeix un peu en dehors d'une histoire de l'art attendue mais elle incarne au mieux les enjeux picturaux qui s'élaborent dans le Paris des années 1950-60.
Christian d'Orgeix a participé à la documenta II (1959) et à la documenta III (1964) de Cassel. Il participe également au groupe « Phases ».
L'univers pictural de d'Orgeix paraît de prime abord onirique, tout en possédant une qualité de texture charnelle proche de celle de Francis Bacon. Mais le contenu de ses œuvres, toujours révèle par des titres très précis, quoique souvent humoristiques, se veut volontairement ancré dans la réalité. Son tableau Le Général est une charge féroce contre Charles de Gaulle, que l'on reconnaît sans peine. On trouve également dans sa peinture un équilibre des différentes tendances que rencontrent les avant-gardes dans le Paris d'après Seconde Guerre mondiale. À la fois peinture abstraite, ou du moins non figurative, c'est-à-dire proche des artistes informels, les motifs mécaniques ou biomorphiques que l'on devinent, ici où là, renvoient aussi incontestablement sa peinture à une conception surréalisante. Le geste est présent et les fonds sont construits le plus souvent en ayant recours à l'automatisme qu'Hans Bellmer lui avait enseigné. cette oscillation entre abstraction lyrique et peinture du merveilleux, place l'œuvre de d'Orgeix à la croisée de ces courants picturaux forts différents et lui donne son intérêt esthétique.
En tant que sculpteur, d'Orgeix recycle des objets trouvés, des cailloux ou des pierres dont la forme l'inspire, et en obtient des résultats souvent étonnants. À la manière d'un Joan Miró, les pierres trouvées sont interprétées à la peinture pour leur donner une dimension poétique. Cette poétique n'est pas sans rappeler le travail d'André Breton qui place les pierres dans la fabrique surréaliste.